# Jolanda Batagelj
Jolanda Batagelj (rođena kao: Jolanda Steblovnik, od 2002. nosila prezime Čeplak, Velenje, 12. rujna 1976.), bivša slovenska atletičarka natjecala se u discipli 800 metara. Najveći uspjeh postigla je na Olimpijskim igrama 2004. godine u Ateni kada je osvojila brončanu medalju na 800 metara, tada u fotofinišu od nje su bile bolje Britanka Kelly Holmes i Tunižanka Hasna Benhassi.
Posljednji međunarodni nastup imala je u Celju u rujnu 2010. godine. Udala se 2009. za Andreja Batagelja. U rujnu 2013. rodila je blizanke djevojčice Evelin i Zale.

## Doping
26. srpnja 2007. godine, objavljena je vijest da je Jolanda Čeplak pozitivna na dopinškom testu., bila je pozitivna na erythropoietin.

## Osobni rekordi
- 800 m dvorana - 1:55,82 SR, Beč, Austrija
- 200 m - 27,04
- 400 m - 54,67 (2000),
- 800 m - 1:55,19 (2002) NR,
- 1000 m - 2:31,66 (2002) DR
- 1.500 m - 4:02,44 (2003) DR
- 1500 m dvorana - 4:05,44 (2002) NR Oregon, SAD
- milja - 4:29,58 (2006) Celje Slovenija
- 3000 m - 9:50,15 (1996)
- 3.000m dvorana - 10:00,59 (1996)
- 21 km - 1:23,55 (1997)

NR - nacionalni rekord;
SR - svjetski rekord

## Vanjske poveznice
- IAAF-ov profil Jolande Čeplak